# 347. п. н. е.

## Смрти
- Умро Платон, старогрки филозоф, ученик Сократов, а учитељ Аристотелов.